# Bytom
Bytom [bɨtɔm] (nghe) (tiếng Đức: Beuthen) là một thành phố ở Silesia thuộc miền nam Ba Lan, gần Katowice. Bytom nằm ở Tây Nguyên Silesia, bên sông Bytomka (nhánh của Kłodnica).
Thành phố này thuộc về tỉnh Silesia kể từ khi hình thành năm 1999. Trước đây thành phố thuộc tỉnh Katowice. Bytom là một trong những thành phố của vùng đô thị 2,7 triệu dân gồm cả Katowice và cũng thuộc vùng đô thị lớn hơn Silesia có dân số khoảng 5.294.000 người. Dân số của thành phố là 183.251 người (tháng 6 năm 2009). Bytom là nơi có Polonia Bytom, chơi tại Ekstraklasa kể từ mùa giải 2007-2008 và giành chiến thắng hai lần vào năm 1954 và năm 1962.